# Прямий ефір з Багдада (фільм)
«Прямий ефір з Багдада»(англ. Triage) — американський телефільм, що випустила 2002 року компанія HBO. Сценарій до фільму написав журналіст і продюсер телеканалу Роберт В'їнер за мотивами своєї однойменної документальної книги про його роботу в Багдаді в період з 1990 по 1991 рік.

## Сюжет
2 серпня 1990 року. На вулиці Ель-Кувейту вривається колона іракських танків, вторгнення почалося. У штаб-квартирі телекомпанії CNN продюсер Роберт В'їнер переконує Еда Тернера і Тома Джонсона послати його з командою в Багдад. В аеропорту Багдада він зустрічає Джо Ерліксона з CBS, висланого з країни за некоректні запитання Саддаму Хусейну. Команда зупиняється в готелі Аль-Рашид в центрі міста.
Президент США Буш-старший заявляє, що іракці тримають в заручниках британців, прикриваючи ними свої найважливіші об'єкти. В'їнер присвячує цьому свою першу передачу. Він вирушає до міністерства інформації Іраку, де йому вдається завоювати симпатію міністра Наджи аль-Хадіта. В'їнер просить його дати їм двосторонній прямий зв'язок з офісом в Аммані та влаштувати інтерв'ю з Хусейном. Його команда вирушає до посольства, де зустрічає американських громадян, які переховувалися. Один з них, Боб Вінтон, збирається працювати в Багдаді, журналісти беруть у нього інтерв'ю. Незабаром В'їнер дізнається, що Вінтон був схоплений співробітниками іракської держбезпеки та що Хусейн дав інтерв'ю CBS. Наджи каже, що Вінтон живий і пропонує В'їнеру злітати в закритий на той час Кувейт, щоб перевірити звинувачення на адресу іракських військових, які нібито викинули недоношених дітей з інкубаторів в пологовому будинку, залишивши їх помирати на підлозі. Команда прибуває в Джасру, але військові переривають інтерв'ю в пологовому будинку, співробітник Наджи Мазін наказує їм повертатися в Багдад. Повернувшись В'їнер розуміє, що їх використовували, щоб розвіяти звинувачення. Його команда знімає інтерв'ю з Хусейном. На питання Бернарда Шоу чи згоден Хусейн вивести війська з Кувейту, Хусейн відповідає, якщо США погодяться через ембарго залишити Гаваї, то іракці підуть з Кувейту.
Осінь 1990 року. Буш виступає перед військовими в саудівській пустелі, заявляючи, що не відступиться, поки не викине агресора з Кувейту. Війна насувається. Хусейн звільняє всіх заручників, В'їнер зустрічає в аеропорту Вінтона. Держсекретар Джеймс Бейкер висуває ультиматум: іракські війська повинні бути виведені до 15 січня. Мазін приносить В'їнеру транслятор, радісний журналіст зв'язується безпосередньо зі штаб-квартирою в Атланті. До нього приєднуються військові журналісти Пітер Арнетт і Джон Голліман. Солдати встановлюють зенітки, магазини закриваються, репортери спішно покидають місто. Керівництво CNN надає членам команди В'їнера самим вирішити: виїхати або залишатися. В'їнер переконує колег покинути Багдад.
Вночі всі прокидаються від вибухів, почалося бомбардування. Готель розташований поблизу американських цілей в Багдаді. Основна частина команди переховується в бомбосховищі в той час, як Шоу, Арнетт і Голліман ведуть прямий репортаж із зони обстрілу. З'являються іракські солдати і наказують залишити приміщення. Арнетту вдається випровадити солдат, зобразивши божевілля. Камера продовжує знімати протягом всієї ночі. Команді В'їнера єдиною вдається отримати прямий репортаж, його дивляться Буш і Хусейн. На ранок журналісти бачать з вікна зруйновані будинки, завалені уламками вулиці. Солдати на чолі з Наджи вимагають припинити репортаж.
Наступного дня майже вся команда, зокрема Форманек і Шоу залишають Багдад. В'їнер залишається в місті. Вказується, що він повернувся в США 23 січня.

## У ролях
| Актор               | Роль             |
| ------------------- | ---------------- |
| Майкл Кітон         | Роберт В'їнер    |
| Гелена Бонем Картер | Інгрід Форманек  |
| Девід Суше          | Наджи аль-Хадіті |
| Пол Гілфойл         | Ед Тернер        |
| Майкл Мерфі         | Том Джонсон      |
| Майкл Кадлітц       | Том Мерфі        |
| Джошуа Леонард      | Марк Б'єлло      |
| Лілі Тейлор         | Джуді Паркер     |
| Метт Кіслар         | Нік Робертсон    |
| Джеррі Калева       | Саддам Хусейн    |
| Геміш Лінклатер     | Річард Рот       |
| Роберт Віздом       | Бернард Шоу      |
| Брюс Мак-Гілл       | Пітер Арнетт     |
| Джон Керролл Лінч   | Джон Голліман    |
| Кларк Грегг         | Ізон Джордан     |
| Курт Фуллер         | Інкі             |
| Білл Моуслі         | Рекс             |

## Створення фільму

### Виробництво
Знімання відбувалося в Марокко та Лос-Анжелесі.

### Знімальна група
- Кінорежисер — Мік Джексон
- Сценарист — Роберт В'їнер, Річард Чепмен, Джон Патрік Шенлі, Тімоті Дж. Секстон
- Кінопродюсер — Джордж В. Перкінс
- Композитор — Стів Яблонскі
- Кінооператор — Іван Страсбург
- Кіномонтаж — Джо Гатшинг
- Художник-постановник — Річард Гувер
- Артдиректор — Ахмед Абоуноуом, Меттью К. Джейкобс
- Художник-декоратор —Браян Кащ
- Художник-костюмер — Луїз Фроглі
- Підбір акторів —Джон Папсідера[2]

## Сприйняття

### Критика
Фільм отримав схвальні відгуки. На сайті Rotten Tomatoes оцінка стрічки становить 88 % на основі 8 відгуків від критиків (середня оцінка 7,0/10) і 84 % від глядачів із середньою оцінкою 4,0/5 (4 573 голоси). Фільму зарахований «стиглий помідор» від кінокритиків та «попкорн» від глядачів, Internet Movie Database — 7,4/10 (4 248 голосів).

### Номінації та нагороди
| Нагороди та номінації фільму «Прямий ефір з Багдада» | Нагороди та номінації фільму «Прямий ефір з Багдада» | Нагороди та номінації фільму «Прямий ефір з Багдада»                                       | Нагороди та номінації фільму «Прямий ефір з Багдада»                | Нагороди та номінації фільму «Прямий ефір з Багдада» | Нагороди та номінації фільму «Прямий ефір з Багдада» |
| Рік                                                  | Кінофестиваль/кінопремія                             | Категорія/нагорода                                                                         | Номінант                                                            | Результат                                            |                                                      |
| ---------------------------------------------------- | ---------------------------------------------------- | ------------------------------------------------------------------------------------------ | ------------------------------------------------------------------- | ---------------------------------------------------- | ---------------------------------------------------- |
| 2003                                                 | «Золотий глобус»                                     | Найкращий міні-серіал або телефільм                                                        | «Прямий ефір з Багдада»                                             | Номінація                                            |                                                      |
| 2003                                                 | «Золотий глобус»                                     | Найкраща жіноча роль міні-серіалу або телефільму                                           | Гелена Бонем Картер                                                 | Номінація                                            |                                                      |
| 2003                                                 | «Золотий глобус»                                     | Найкраща чоловіча роль міні-серіалу або телефільму                                         | Майкл Кітон                                                         | Номінація                                            |                                                      |
| 2003                                                 | Прайм-тайм премія «Еммі»                             | Найкращий акторський склад міні-серіалу, телефільму або спеціальної програми               | Джон Папсідера                                                      | Перемога                                             |                                                      |
| 2003                                                 | Прайм-тайм премія «Еммі»                             | Найкращий монтаж міні-серіалу, телефільму або спеціальної програми (однокамерна зйомка)    | Джо Гатшинг                                                         | Перемога                                             |                                                      |
| 2003                                                 | Прайм-тайм премія «Еммі»                             | Найкращий монтаж звуку міні-серіалу або фільму (однокамерна зйомка)                        | Рік Еш, Адам Дженкінс, Дрю Вебстер, Джеймс М. Таненбаум             | Перемога                                             |                                                      |
| 2003                                                 | Прайм-тайм премія «Еммі»                             | Найкраща робота художника-постановника в міні-серіалі, телефільмі або спеціальній програмі | Річард Гувер, Меттью Джейкобс, Браян Кащ                            | Номінація                                            |                                                      |
| 2003                                                 | Прайм-тайм премія «Еммі»                             | Найкраща робота режисера в міні-серіалі, телефільмі або спеціальній драматичній програмі   | Мік Джексон                                                         | Номінація                                            |                                                      |
| 2003                                                 | Прайм-тайм премія «Еммі»                             | Найкраща жіноча роль у міні-серіалі або телефільмі                                         | Гелена Бонем Картер                                                 | Номінація                                            |                                                      |
| 2003                                                 | Прайм-тайм премія «Еммі»                             | Найкращий телефільм                                                                        | Розалі Сведлін, Сара Коллетон, Джордж В. Перкінс                    | Номінація                                            |                                                      |
| 2003                                                 | Прайм-тайм премія «Еммі»                             | Найкращий монтаж звуку для міні-серіалу, телефільму, спеціальної програми                  | Гленн Т. Морган, Бен Вілкінс, Джон Тайтл та ін.                     | Номінація                                            |                                                      |
| 2003                                                 | Прайм-тайм премія «Еммі»                             | Найкращий сценарій міні-серіалу, телефільму або спеціальної драматичної програми           | Роберт В'їнер, Річард Чепмен, Джон Патрік Шенлі, Тімоті Дж. Секстон | Номінація                                            |                                                      |
| 2003                                                 | Монтажери американського кіно                        | Найкращий монтаж серіалу для некомерційного телебачення                                    | Джо Гатшинг                                                         | Номінація                                            |                                                      |
| 2003                                                 | Гілдія артдиректорів                                 | Найкращий телевізійний фільм або міні-серіал                                               | Річард Гувер, Меттью К. Джейкобс, Джей Даррвочтер                   | Перемога                                             |                                                      |
| 2003                                                 | «Вибір критиків»                                     | Найкращий телевізійний фільм                                                               | «Прямий ефір з Багдада»                                             | Номінація                                            |                                                      |
| 2003                                                 | Американське товариство фахівців з кастингу          | Найкращий підбір акторів для телефільму тижня                                              | Джон Папсідера                                                      | Номінація                                            |                                                      |
| 2003                                                 | Премія Гільдії режисерів Америки                     | Найкращий режисер телефільму                                                               | Мік Джексон                                                         | Перемога                                             |                                                      |
| 2003                                                 | Премія Асоціації телевізійних критиків               | Видатні досягнення в телефільмах, міні-серіалах чи спеціальних програмах                   | «Прямий ефір з Багдада»                                             | Номінація                                            |                                                      |